# Ptilinop
Els ptilinops (Ptilinopus) són un gènere d'ocells de la família dels colúmbids (Columbidae). Aquests coloms frugívors i acolorits, es troben als boscos i selves del sud-est asiàtic i Oceania.

## Llista d'espècies
Alguns autors consideren aquest gènere format per unes 55 espècies. Altres però les separen en fins a quatre gèneres diferents: Ptilinopus (sensu stricto), Ramphiculus, Megaloprepia i Chrysoena, d'aquesta manera, segons el HBW Alive (2017), la classificació d'aquest grup d'ocells és: 
- Gènere Ramphiculus, amb 10 espècies.
  - ptilinop de barbeta negra (Ramphiculus epius).
  - ptilinop de Fischer (Ramphiculus fischeri).
  - ptilinop jambu (Ramphiculus jambu).
  - ptilinop de Leclancher (Ramphiculus leclancheri).
  - ptilinop de les Sula (Ramphiculus mangoliensis).
  - ptilinop de Marche (Ramphiculus marchei).
  - ptilinop del Lompobattang (Ramphiculus meridionalis).
  - ptilinop de Merrill (Ramphiculus merrilli).
  - ptilinop pitgroc (Ramphiculus occipitalis).
  - ptilinop de les Banggai (Ramphiculus subgularis).
- Gènere Megaloprepia, amb dues espècies.
  - ptilinop de pit escarlata (Megaloprepia formosa).
  - ptilinop magnífic (Megaloprepia magnifica).
- Gènere Ptilinopus, amb 45 espècies vives i una extinta.
  - ptilinop de l'Alligator (Ptilinopus alligator).
  - ptilinop de Negros (Ptilinopus arcanus).
  - ptilinop de front daurat (Ptilinopus aurantiifrons).
  - ptilinop de l'illa Makatea (Ptilinopus chalcurus).
  - ptilinop de Raiatea (Ptilinopus chrysogaster).
  - ptilinop de cinturó (Ptilinopus cinctus).
  - ptilinop de les Tuamotu (Ptilinopus coralensis).
  - ptilinop coronat (Ptilinopus coronulatus).
  - ptilinop de clatell vermell (Ptilinopus dohertyi).
  - ptilinop de capell blanc (Ptilinopus dupetithouarsii).
  - ptilinop capblanc (Ptilinopus eugeniae).
  - ptilinop de les Samoa (Ptilinopus fasciatus).
  - ptilinop encaputxat oriental (Ptilinopus gestroi).
  - ptilinop carunculat (Ptilinopus granulifrons).
  - ptilinop de Grey (Ptilinopus greyi).
  - ptilinop de Kosrae (Ptilinopus hernsheimi).
  - ptilinop de Rapa (Ptilinopus huttoni).
  - ptilinop capgrís (Ptilinopus hyogastrus).
  - ptilinop lobulat (Ptilinopus insolitus).
  - ptilinop de Henderson (Ptilinopus insularis).
  - ptilinop de ventre taronja (Ptilinopus iozonus).
  - ptilinop de clatell negre (Ptilinopus melanospilus).
  - ptilinop de Mercier (Ptilinopus mercierii).†
  - ptilinop de capell blau (Ptilinopus monacha).
  - ptilinop nan (Ptilinopus nainus).
  - ptilinop encaputxat occidental (Ptilinopus ornatus).
  - ptilinop de les Palau (Ptilinopus pelewensis).
  - ptilinop perlat (Ptilinopus perlatus).
  - ptilinop multicolor (Ptilinopus perousii).
  - ptilinop de Pohnpei (Ptilinopus ponapensis).
  - ptilinop de les Tonga (Ptilinopus porphyraceus).
  - ptilinop de cap rosat (Ptilinopus porphyreus).
  - ptilinop esplèndid (Ptilinopus pulchellus).
  - ptilinop de Tahití (Ptilinopus purpuratus).
  - ptilinop de les Cook (Ptilinopus rarotongensis).
  - ptilinop diademat (Ptilinopus regina).
  - ptilinop de Richards (Ptilinopus richardsii).
  - ptilinop de Rivoli (Ptilinopus rivoli).
  - ptilinop de les Marianes (Ptilinopus roseicapilla).
  - ptilinop de les Salomó (Ptilinopus solomonensis).
  - ptilinop de Geelvink (Ptilinopus speciosus).
  - ptilinop superb oriental (Ptilinopus superbus).
  - ptilinop de Tanna (Ptilinopus tannensis).
  - ptilinop superb occidental (Ptilinopus temminckii).
  - ptilinop de pit violaci (Ptilinopus viridis).
  - ptilinop de Wallace (Ptilinopus wallacii).
- Gènere Chrysoena, amb tres espècies.
  - ptilinop daurat (Chrysoena luteovirens).
  - ptilinop taronja (Chrysoena victor).
  - ptilinop xiulador (Chrysoena viridis).